# شهرستان دشتیاری
شهرستان دشتیاری یکی از شهرستان‌های استان سیستان و بلوچستان است. مرکز این شهرستان، شهر نگور است.
کشت موز، انبه و هندوانه از شهرستان دشتیاری در استان سیستان و بلوچستان تا جنوب غرب این استان رونق خاصی داشت اما با گذر توفان گنو از منطقه، بسیاری از آن‌ها از بین رفت. مهم‌ترین روستاهای این شهرستان پسابندر و درگس هستند. همچنین این شهرستان زیستگاه گاندو تمساح ایرانی می‌باشد.
اکنون بدلیل عدم سرمای زمستانه، درختان انبه به گل نمی رسند که موجب زیان باغداران انبه شده. همچنین سدسازی مخصوصا پیشین و زیردان، موجب خشکی دشتیاری و عدم کشت دائم موز گردیده.

## پیشینه
این شهرستان در تاریخ ۲۳ آذر ۹۸ با مصوبه هیئت دولت از شهرستان چابهار جدا و مستقل گردید.

## موقعیت جغرافیایی
شهرستان دشتیاری در منتهی الیه جنوب شرقی ایران قرار گرفته‌است. از نظر موقعیت مختصات جغرافیایی در ۲۵ درجه و۴ دقیقه تا ۲۶ درجه و ۶ دقیقه شمالی و طول جغرافیایی ۶۰ درجه و ۵۵ دقیقه تا ۶۱ درجه و ۵۴ دقیقه شرقی واقع شده‌است.
این شهرستان با مدار راس السرطان تنها یک درجه و ۳۷ دقیقه فاصله دارد که قرار داشتن در چنین موقعیتی، شرایط خاص جغرافیایی و اقلیمی به ویژه بالا بودن دما و میزان کم بارندگی را سبب شده‌است.
شهرستان دشتیاری از طرف شمال به شهرستان راسک از غرب به شهرستان چابهار از شمال غرب به شهرستان قصرقند از شرق به کشور پاکستان و از جنوب به آب‌های آزاد دریای عمان ختم می شود. به طوری که ۸۵ کیلومتر خط ساحلی با دریای عمان و ۱۳۲ کیلومتر مرز خشکی با پاکستان دارد به این ترتیب امکان دسترسی به آب‌های آزاد از این طریق برای شهرستان دشتیاری جایگاه ویژه‌ایی را به وجود آورده است.
مساحت شهرستان دشتیاری حدود ۶ هزار کیلومتر مربع است

## تقسیمات کشوری
شهرستان دشتیاری شامل ۲ بخش، ۴ دهستان و ۲ شهر به شرح زیر است:

### شهرستان دشتیاری
| بخش      | مرکز بخش | جمعیت بخش ۱۳۹۵ | نام دهستان   | مرکز دهستان    | جمعیت دهستان ۱۳۹۵ | شهر              | جمعیت شهر ۱۳۹۵      |
| -------- | -------- | -------------- | ------------ | -------------- | ----------------- | ---------------- | ------------------- |
| مرکزی    | نگور     | ۴۵٬۱۶۳ نفر     | نگور         | نوبندیان پایین | ۲۱٬۰۹۲ نفر        | نگور بندر بریس   | ۵٬۶۷۰ نفر ۴٬۴۸۸ نفر |
| مرکزی    | نگور     | ۴۵٬۱۶۳ نفر     | سند میرثوبان | سند میرثوبان   | ۱۳٬۹۱۳ نفر        | نگور بندر بریس   | ۵٬۶۷۰ نفر ۴٬۴۸۸ نفر |
| باهوکلات | باهوکلات | ۳۴٬۷۴۸ نفر     | باهوکلات     | دمپک بازار     | ۲۳٬۹۲۰ نفر        | **************** | ****************    |
| باهوکلات | باهوکلات | ۳۴٬۷۴۸ نفر     | درگس         | درگس           | ۱۰٬۸۲۸ نفر        | **************** | ****************    |

روستا سنگان

## جمعیت
بنابر سرشماری مرکز آمار ایران جمعیت شهرستان دشتیاری در سال ۱۳۹۵ برابر با ۷۹٬۹۱۱تن (۱۸٬۰۷۹خانوار) بوده‌است.

## گذرگاه مرزی ریمدان
گذرگاه مرزی و بازارچه ریمدان (مرز ریمدان-گبد) یک گذرگاه مرزی بین ایران و پاکستان است. این پایانهٔ مرزی در شهرستان دشتیاری استان سیستان و بلوچستان قرار دارد و با چابهار ۱۲۰ کیلومتر فاصله دارد. در سمت پاکستان، این گذرگاه تا گوادر پاکستان حدود ۷۰ کیلومتر، جیوانی ۶۰ کیلومتر، پسنی ۲۰۰ کیلومتر و کراچی ۷۰۰ کیلومتر فاصله دارد و در انتهای بزرگراه ساحلی مکران (N-10) پاکستان قرار دارد.